# Esteziometr

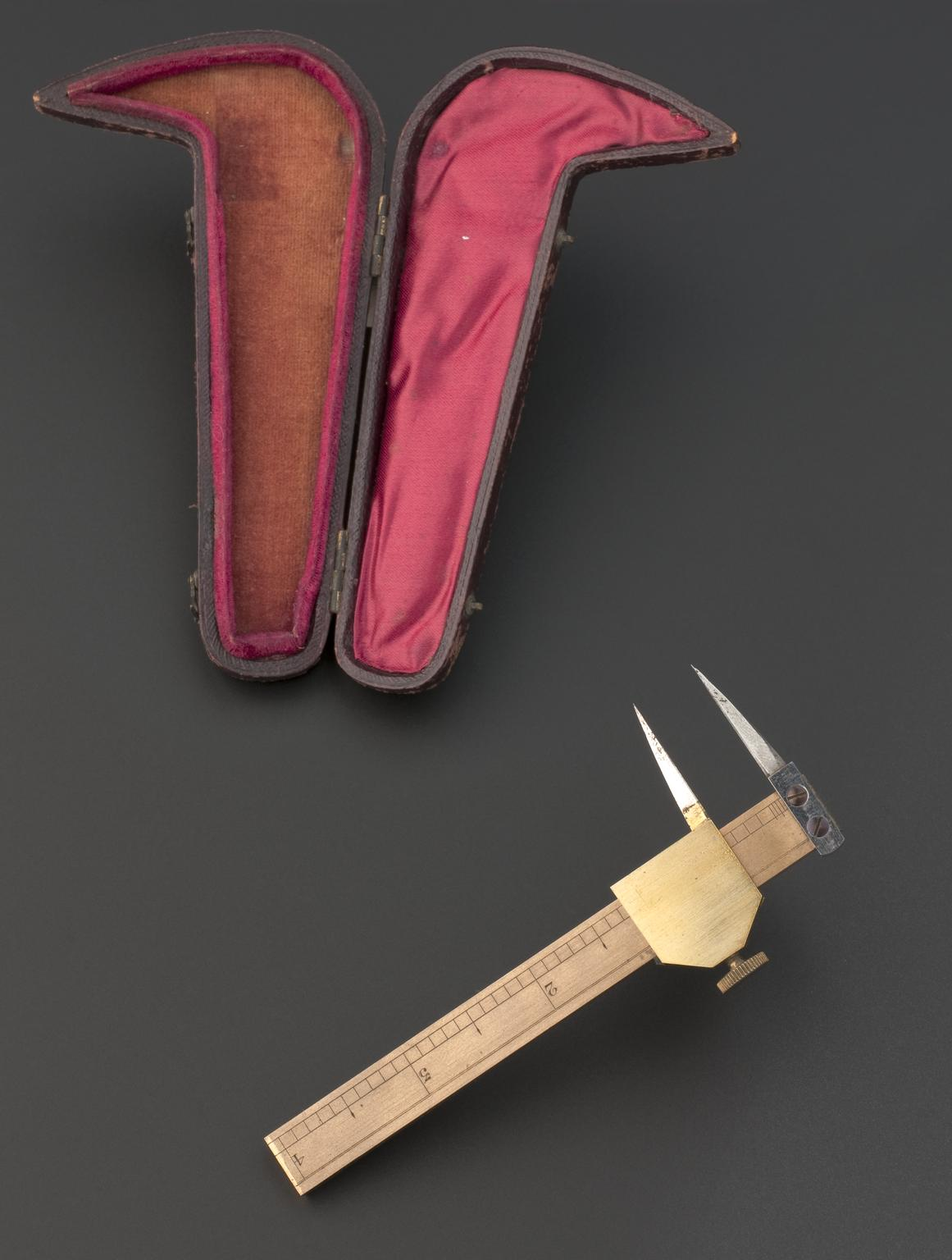
Esteziometr

Esteziometr (starším pravopisem aesthesiometr) je lékařské zařízení sloužící k měření hmatové citlivosti kůže (např. hustoty tlakových bodů či vnímání tepla) nebo oční rohovky. Měření úrovně citlivosti je známé jako esteteziometrie a existují různé typy estesiometrů, které fungují pro různé funkce. Je také známý jako Cochetův a bonnetový esteziometr nebo esteziometr. Lékaři a další zdravotničtí pracovníci používají esteteziometr ve dvoubodových diskriminačních testech, aby zjistili, zda pacienti dokážou odlišit jeden podnět od dvou.